# Le Chasseur et la Reine des glaces
Série
Blanche-Neige et le Chasseur
(2012)
Pour plus de détails, voir Fiche technique et Distribution.
Le Chasseur et la Reine des glaces ou Le Chasseur : La Guerre hivernale au Québec (The Huntsman: Winter's War) est un film américano-sino-français réalisé par Cédric Nicolas-Troyan et sorti en 2016.
Il s'agit à la fois d'une préquelle et d'une suite du film Blanche-Neige et le Chasseur, réalisé par Rupert Sanders, sorti en 2012. L'histoire se déroule donc avant et après les événements du premier opus. Les pouvoirs de la Reine Ravenna lui permettent de découvrir que non seulement sa sœur cadette, Freya, dont les pouvoirs ne se sont pas encore développés, entretient une liaison avec un duc nommé Andrew, mais qu'elle est aussi enceinte de lui. Freya donne naissance à une fille et découvre plus tard qu'Andrew a tué leur enfant. Enragée, son cœur, brisé, se glace et elle tue Andrew avec ses pouvoirs qui émergent soudainement — elle a le pouvoir de contrôler la glace.

## Synopsis
Freya part au nord et crée un royaume, où elle établit le règne de la Reine des glaces, et où elle est crainte de tout le peuple. Elle ordonne que les parents soient tués et que leurs enfants soient enlevés afin qu'elle puisse les entraîner en une armée de Chasseurs pour l'aider à conquérir le monde et à éliminer l'amour, dont elle a tant souffert. Malgré leur entraînement, deux de ses meilleurs Chasseurs, Eric et Sara, tombent amoureux. Ils se marient officieusement quand Sara donne à Eric le médaillon que sa mère lui avait donné. Ils essaient de s'échapper pour vivre libres ensemble mais Freya connaît leur plan et fait tuer Sara tandis qu'Eric est jeté dans une rivière.
Sept ans plus tard, après la mort de Ravenna, Blanche-Neige, devenue reine, est malade après avoir répondu à l'appel du Miroir magique de sa belle-mère. Souhaitant se débarrasser de sa magie noire, elle ordonne que le Miroir soit envoyé au Sanctuaire, un lieu magique qui l'avait protégée pendant les événements du premier film, pour que la puissance du Miroir soit contenue. Le mari de Blanche-Neige, William, informe Eric que les soldats chargés de transporter le Miroir ont disparu. Sachant que la magie noire du Miroir pourrait aider Freya à devenir plus forte, Eric accepte d'aller à la recherche du Miroir, accompagné d'un des amis nains de Blanche-Neige, Nion, et son demi-frère, Gryff.
Ils voyagent jusqu'au dernier endroit où les soldats ont été aperçus. Après avoir examiné la scène de crime, ils découvrent que les soldats ont utilisé leurs propres armes contre eux et se sont donc entretués. Le trio est attaqué par des Chasseurs mais est secouru de peu par un étrange personnage qui n'est autre que Sara, qui s'avère être toujours en vie. Elle explique que Freya l'a tenue prisonnière pendant sept ans, et qu'elle s'est échappée il y a peu. Elle n'a pas pardonné à Eric de l'avoir abandonnée. Ils en viennent alors à la conclusion que Freya a montré à Eric une illusion où Sara mourait, alors que Sara vit Eric l'abandonner plutôt que l'aider. Eric arrive à convaincre Sara que Freya les a trompés.
Cette nuit-là, Eric et Sara font l'amour. Sara remarque alors qu'Eric porte toujours le collier qu'elle lui a donné. Le lendemain, le groupe va dans la forêt des Gobelins, qui ont volé le Miroir. Ils le retrouvent et après une bataille où Eric se sacrifie pour sauver Sara, qui lui rend la pareille en le débarrassant des gobelins, le groupe s'en sort indemne. Près du Sanctuaire, Freya attaque le groupe et il est révélé que Sara lui est restée loyale tout ce temps. Sara tire une flèche au poitrail d'Eric pour le tuer. Freya part alors avec le Miroir, sans savoir que Sara a intentionnellement touché le médaillon d'Eric, afin qu'il ne meure pas. De retour dans son palais, Freya fait appel au Miroir, ce qui ressuscite Ravenna, qui ne fait plus qu'une avec le Miroir depuis sa défaite contre Blanche-Neige.
Eric essaie d'assassiner Freya, mais est arrêté par Ravenna. Cette dernière commence à tuer les Chasseurs, et Freya, réalisant qu'elle les considère comme ses enfants, les protège avec un mur de glace. Alors que Sara, Eric et d'autres Chasseurs escaladent le mur pour détruire le Miroir, les deux sœurs se disputent. Ravenna laisse échapper qu'elle est responsable des pouvoirs de Freya. Cette dernière force alors Ravenna à lui avouer la vérité (comme Ravenna est un esprit enfermé dans le miroir, elle doit alors répondre aux questions de son invocateur par la stricte vérité) : le Miroir avait annoncé à Ravenna que la fille de Freya serait encore plus belle qu'elle. Alors, Ravenna ensorcela Andrew afin qu'il tue l'enfant et qu'elle reste la plus belle de toutes. Outragée, Freya se lève alors contre sa sœur, qui l'empale. Avec la force qu'il lui reste, elle gèle le Miroir et Eric le brise, ce qui détruit Ravenna. Freya a une vision d'elle-même avec son enfant dans ses bras et meurt.
Après la mort de Freya, ceux qu'elle avait gelé avec sa magie sont libérés. Eric, Sara et les Chasseurs sortent alors du château. Eric et Sara, heureux, commencent une vie libre ensemble.

### Fiche technique
Sauf indication contraire, les informations mentionnées dans cette section peuvent être confirmées par la base de données cinématographiques IMDb,  présente dans la section « Liens externes ».
- Titre original : The Huntsman: Winter's War
- Titre français : Le Chasseur et la Reine des glaces
- Titre français complet : Les Chroniques de Blanche-Neige : Le Chasseur et la Reine des glaces[1]
- Titre québécois : Le Chasseur : La Guerre hivernale
- Réalisation : Cédric Nicolas-Troyan
- Scénario : Craig Mazin et Evan Spiliotopoulos, d'après les personnages créés par Evan Daugherty
- Musique : James Newton Howard
- Direction artistique : Andrew Ackland-Snow, John Frankish, Eugene Gauran, Jourdan Henderson, James Lewis, Luigi Marchione et Tom Whitehead
- Décors : Dominic Watkins
- Costumes : Colleen Atwood
- Photographie : Phedon Papamichael
- Son : Frank A. Montaño, Jon Taylor
- Montage : Conrad Buff IV
- Production : Joe Roth

Production déléguée : Sarah Bradshaw et Palak Patel
Production associée : Lynda Ellenshaw Thompson
- Sociétés de production[2] :
  - États-Unis : Universal Pictures et Roth Films
  - Chine : en association avec Perfect World Pictures
- Sociétés de distribution : Universal Pictures (États-Unis), Universal Pictures International (France, Belgique)
- Budget : 115 millions de $[3]
- Pays de production :  États-Unis,  Chine
- Langue originale : anglais
- Format[4] : couleur - D-Cinema - 2,39:1 (Cinémascope) - son Dolby Digital | Datasat | Dolby Surround 7.1 | Dolby Atmos | DTS (DTS: X)
- Genre : fantastique, action, aventures, drame, fantasy (dark fantasy)
- Durée : 114 minutes ; 120 minutes (version longue aux États-Unis)
- Dates de sortie[5] :
  - France, Belgique, Suisse romande[6] : 20 avril 2016
  - États-Unis, Chine, Québec[7] : 22 avril 2016
- Classification[8] :
  -  États-Unis : Accord parental recommandé, film déconseillé aux moins de 13 ans (certificat #50275) (PG-13 - Parents Strongly Cautioned)[Note 1].
  -  Chine : Pas de système.
  -  France : Tous publics avec avertissement (visa d'exploitation no 144303 délivré le 20 avril 2016)[9],[Note 2],[Note 3].
  -  Québec : Tous publics (G - General Rating).
  -  Suisse romande : Interdit aux moins de 12 ans[10].

## Distribution
- Chris Hemsworth (VF : Adrien Antoine ; VQ : Martin Desgagné) : Eric, le Chasseur
- Charlize Theron (VF : Sophie Broustal ; VQ : Camille Cyr-Desmarais) : la reine Ravenna, la méchante belle-mère de Blanche-Neige
- Emily Blunt (VF : Mélodie Orru ; VQ : Catherine Hamann) : Freya, la Reine des glaces, la sœur de Ravenna
- Jessica Chastain (VF : Ingrid Donnadieu ; VQ : Aline Pinsonneault) : Sara, la Guerrière
  - Niamh Walter : Sara, jeune
- Nick Frost (VF : Enrique Carballido ; VQ : Guillaume Cyr) : Nion
- Sam Claflin (VF : Pierre Boulanger ; VQ : Jean-Philippe Baril-Guérard) : le Roi William, mari de Blanche-Neige
- Rob Brydon (VF : Christian Gonon) : Gryff
- Sheridan Smith (VF : Jeanne Savary ; VQ : Émilie Bibeau) : Mme Bromwyn
- Alexandra Roach (VF : Sandra Codreanu ; VQ : Mylène Mackay) : Doreena
- Sope Dirisu (VF : Alex Fondja ; VQ : Daniel Roy) : Tull
- Sophie Cookson (VF : Sarah Brannens) : Pippa
- Sam Hazeldine (VF : Jérémie Covillault) : Liefr
- Fred Tatasciore (VF : Thierry Hancisse) : le Miroir magique
- Colin Morgan (VF : Roman Kané) : Andrew, duc de Blackwood, l'amant de Freya
- Ralph Ineson : le tavernier
- Madeleine Worrall : la mère d'Éric
- Conrad Khan : Eric, jeune
- Kristen Stewart (VF : Noémie Orphelin ; VQ : Annie Girard) : la Reine Blanche-Neige (images d'archive)
- Liam Neeson (VF : Frédéric van den Driessche) : le narrateur (non crédité)

Source et légende : version française (VF) sur le site d’AlterEgo (la société de doublage) et sur AlloDoublage ; version québécoise (VQ) sur Doublage.qc.ca

## Production

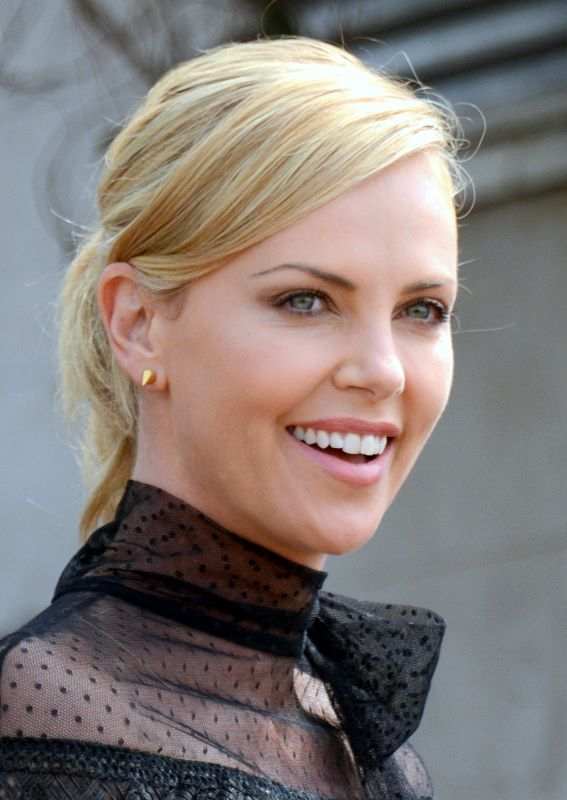
L'actrice Charlize Theron, l'année de tournage du film, qui reprend son rôle du précédent opus.

### Genèse et développement
Fin 2012, peu de temps après la sortie de Blanche-Neige et le Chasseur, il est annoncé que Kristen Stewart reprendra le rôle de Blanche-Neige dans une suite. En 2014, les noms des réalisateurs Frank Darabont, Gavin O'Connor et Andrés Muschietti sont évoqués. Peu de temps après, le nom de Frank Darabont revient avec insistance alors que le projet évolue en spin-off centré sur le personnage du chasseur incarné par Chris Hemsworth dans le premier film.
En janvier 2015, il est révélé que Frank Darabont a finalement quitté le poste de réalisateur pour « divergences artistiques ». Il est rapidement remplacé par le Français Cédric Nicolas-Troyan, qui avait officié comme réalisateur de la seconde équipe et aux effets spéciaux de Blanche-Neige et le Chasseur.

### Attribution des rôles

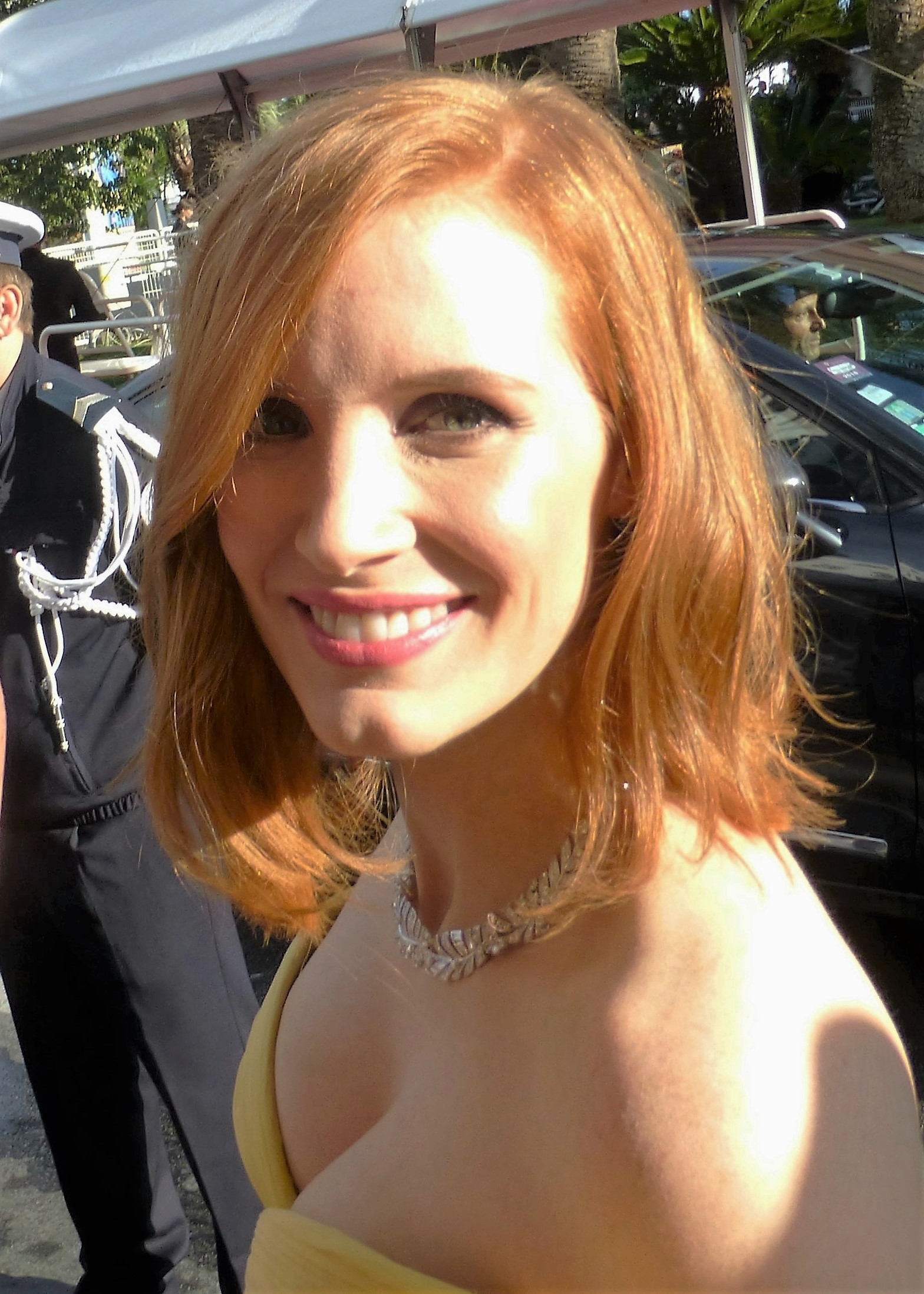
Jessica Chastain, recrutée avec Emily Blunt pour compenser l'absence de Kristen Stewart.

En janvier 2015, il est révélé qu'Emily Blunt est en négociation pour tenir le rôle de l'antagoniste principale. En février 2015, Jessica Chastain rejoint la distribution.
Finalement, seuls quatre acteurs du premier film reprennent leurs rôles respectifs : Charlize Theron dans le rôle de la méchante reine Ravenna, Chris Hemsworth dans le rôle d'Eric le chasseur, Nick Frost dans le rôle du nain Nion, le seul qu'on retrouve parmi les sept nains qui ont aidé Blanche-Neige et le chasseur dans le premier film, et Sam Claflin dans le rôle de William, devenu roi en vertu de son mariage avec Blanche-Neige après les événements du premier film.
Un cinquième personnage du premier film est à nouveau présent, le Miroir magique, mais son interprète de la version originale change. L'homme du miroir prenant forme en image de synthèse quand il prend la parole, seule sa voix est assurée par un comédien, il était doublé par Christopher Obi dans le premier film, qui est ici remplacé par Fred Tatasciore. Toutefois, dans la version française, c'est le comédien belge Thierry Hancisse qui assure à nouveau la voix de l'homme du miroir comme dans le premier film.
Ils sont rejoints par Rob Brydon qui interprétera un autre nain, demi-frère de Nion, et par Sheridan Smith et Alexandra Roach qui interprètent deux femmes naines.

### Tournage
Le tournage débute le 6 avril 2015. Il a lieu dans l'abbaye de Waverley dans le Surrey en Angleterre. De mai à juillet 2015, l'équipe se rend dans le Windsor Great Park, également dans le Surrey. Le tournage se poursuit à Wells dans le comté de Somerset, notamment au Bishop's Palace et dans sa cathédrale,. En juillet 2015, des scènes sont tournées à Puzzlewood (en) dans la forêt de Dean.

Lieux de tournage du film
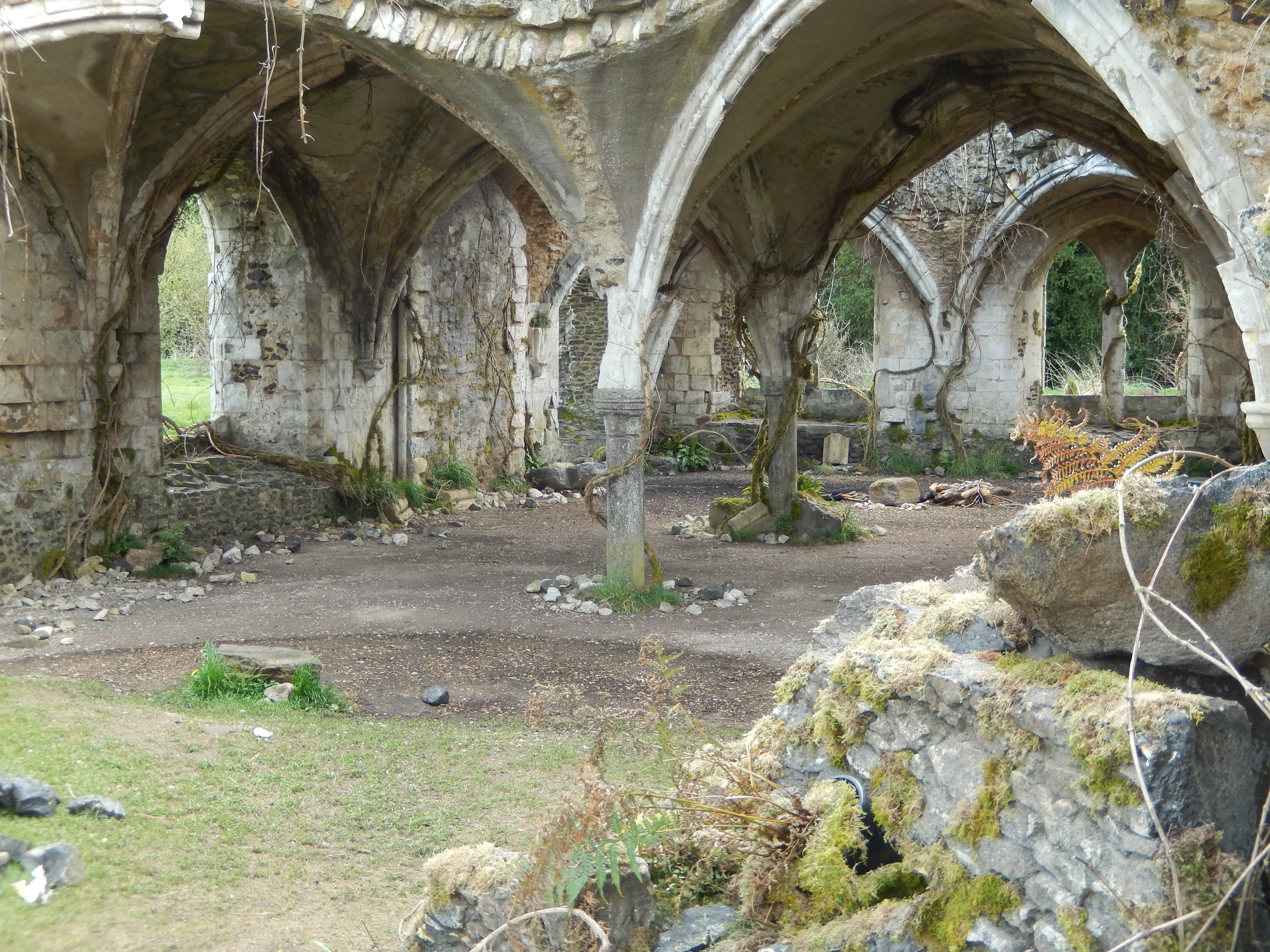
L'abbaye de Waverley
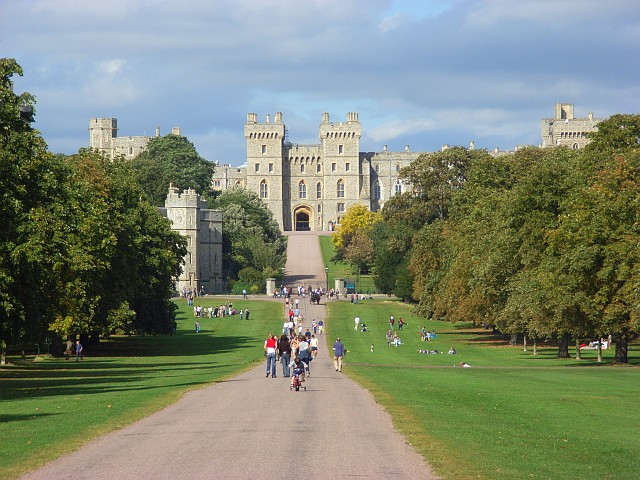
Le Château de Windsor et le  Windsor Great Park
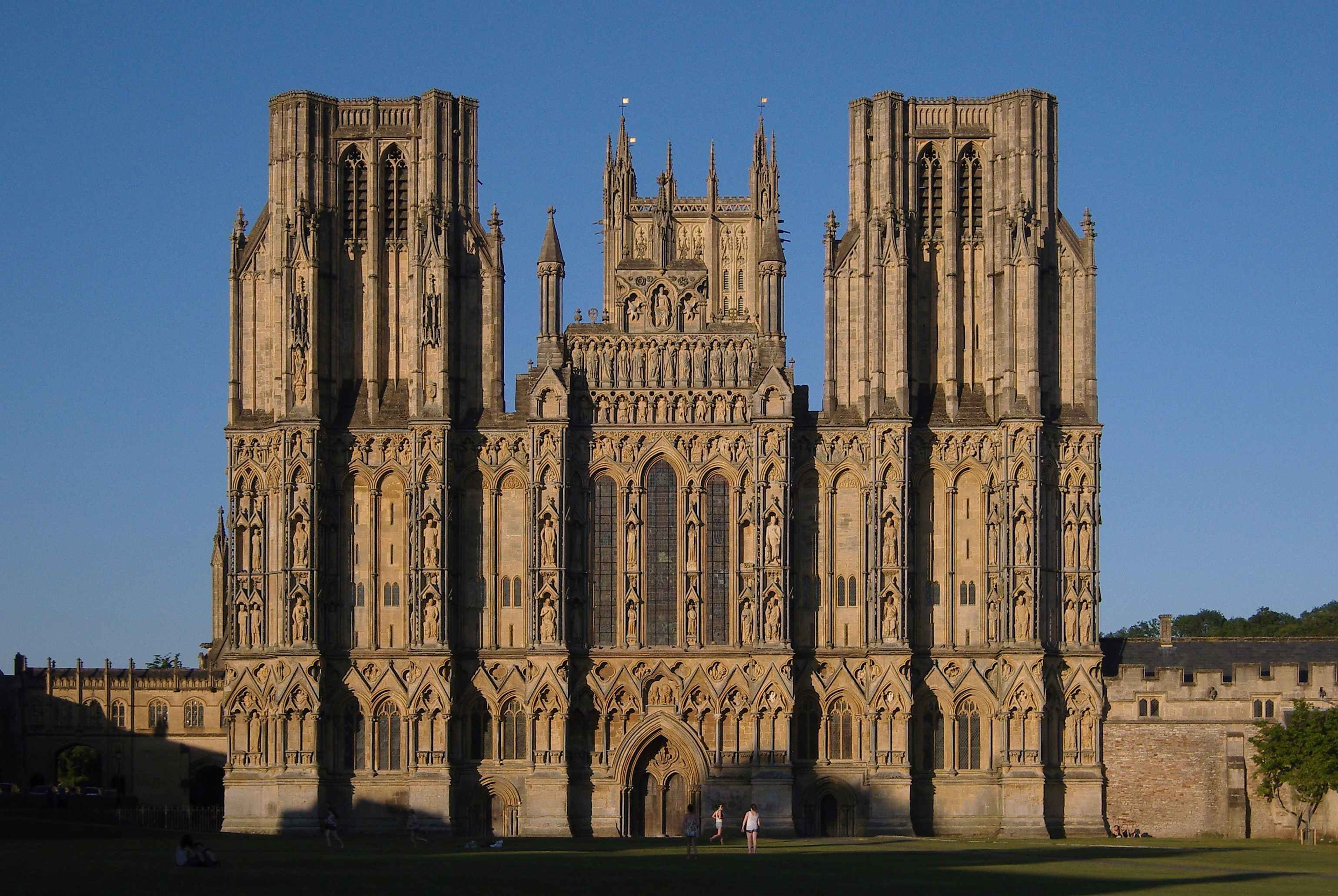
La cathédrale de Wells
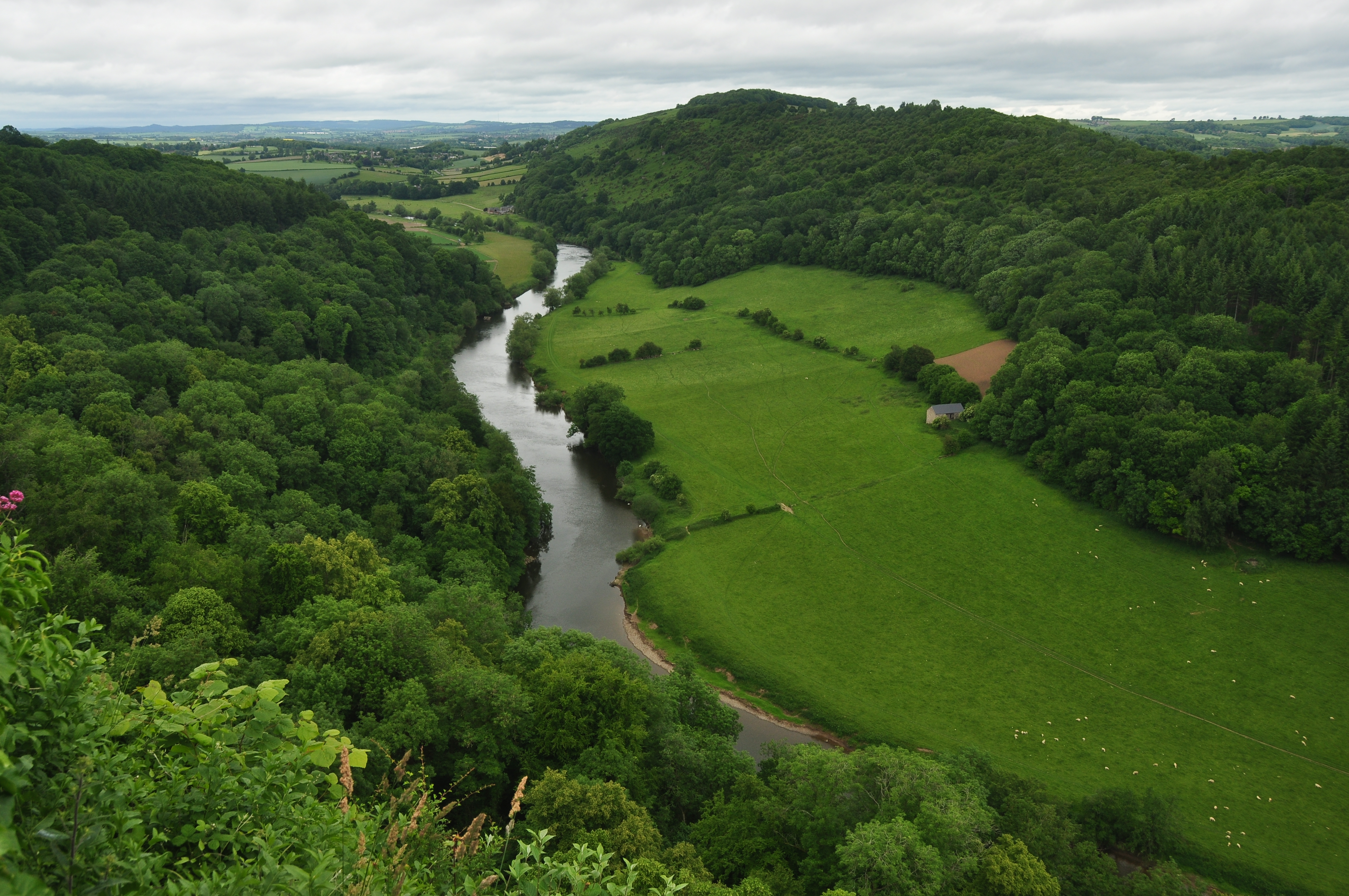
La forêt de Dean

## Accueil

### Accueil critique
Le film reçoit de bonnes critiques dans la presse et chez les spectateurs, avec une note de 3,1 pour la presse française sur Allociné. Sur le site Rotten Tomatoes, il obtient un accueil négatif des critiques, recueillant 17% d'opinions favorables, pour 191 critiques collectés. Sur le site Metacritic, il obtient un score de 35⁄100, pour 41 critiques.

### Box-office
Le Chasseur et la Reine des glaces rencontre un échec commercial, totalisant 164 602 163 $ de recettes mondiales, dont 48 003 015 $ sur le territoire américain, pour un budget de 115 millions de $. En France, le long-métrage totalise 809 810 entrées.

## Distinctions
Entre 2016 et 2017, Le Chasseur et la Reine des glaces a été sélectionné 16 fois dans diverses catégories et n'a remporté aucune récompense.

### Nominations 2016
- Prix de la bande-annonce d'or 2016 :
  - Meilleure bande-annonce de film d’action pour Universal Pictures UK et AV Squad,
  - Meilleure bande-annonce d’un film d’aventure fantastique pour Universal Pictures UK et AV Squad,
  - Le prix Don LaFontaine de la meilleure voix off pour Universal Pictures UK et AV Squad,
  - Meilleurs graphiques d'animation et de titre pour Universal Pictures UK et AV Squad,
  - Meilleure affiche de film fantastique / aventure pour Universal Pictures,
  - Meilleurs Wildposts pour Universal Pictures.
- Prix du jeune public 2016 :
  - Meilleur film de science-fiction ou fantastique,
  - Meilleur acteur dans un film de science-fiction ou fantastique pour Chris Hemsworth,
  - Meilleure actrice dans un film de science-fiction ou fantastique pour Charlize Theron,
  - Meilleure méchante pour Charlize Theron,
  - Meilleur baiser pour Chris Hemsworth et Jessica Chastain,
  - Meilleure musique pour une chanson d'un film ou d'une émission de télévision pour Halsey (pour la chanson "Castle").

### Nominations 2017
- Prix du choix des enfants 2017 :
  - Méchante préférée pour Charlize Theron,
  - Dur à cuire préféré pour Chris Hemsworth,
  - Meilleurs ennemis préférés pour Charlize Theron et Emily Blunt.
- Prix Jupiter 2017 : Meilleur acteur international pour Chris Hemsworth.